# ハマゼリ
ハマゼリ（浜芹、学名：Cnidium japonicum）はセリ科ハマゼリ属の二年草。別名、ハマニンジン（浜人参）、建陽八座。海浜植物。

## 特徴
根は多肉で、地中に深く直下する。茎は基部から分かれて斜めに立ち、ときに直立し、長さは10-50cmになり、上部は分枝する。根出葉は長い葉柄をもち、ロゼット状に地面に伏す。茎につく葉は互生し、単羽状複葉になり、全体の長さは3-10cmになる。小葉は対生、分裂し、厚みがあり光沢がある。葉柄の基部は葉鞘となる。
花期は8-10月。分枝した枝の先端に、小型の複散形花序をまばらにつける。花は小型の白色の5弁花で、花弁は内側に曲がる。複散形花序の下にある総苞片、小花序の下にある小総苞片ともにあり、細くて短く、縁に毛が生える。果実はやや扁平な球形で、長さ3mmになり、分果の隆条は太く、表面側は竜骨状に張り出す。油管は、分果の表面側の各背溝下に1個、分果が接しあう合生面に2個または4個ある。

## 分布と生育環境
日本では、北海道、本州、四国、九州に分布し、海浜の砂地や岩礁地に生育する。世界では、朝鮮、中国の東北地方南部に分布する。

## 利用
果実は強壮剤として利用され、煎じて飲む。

## ギャラリー
- 根出葉
- 花序
- 総苞片、小総苞片